# Robert W. Hasbrouck
Pour les articles homonymes, voir Hasbrouck.
Robert Wilson Hasbrouck (2 février 1896 - 19 août 1985) était un officier de carrière de l'armée de terre américaine (US Army). Il a atteint le grade de major général (général de division) et a reçu de nombreuses récompenses et décorations, notamment la Army Distinguished Service Medal, la Silver Star, la Legion of Merit et la Bronze Star avec l'emblème "V" pour la bravoure. Hasbrouck était un vétéran de la Première et de la Seconde Guerre mondiale, et s'est surtout distingué par son commandement de la 7e division blindée (7th Armored Division) lors de la Seconde Guerre mondiale.

## Biographie

### Jeunesse
Robert Wilson Hasbrouck est né à Kingston, dans l'État de New York, le 2 février 1896. Il est le fils de Jansen Hasbrouck et de Cornelia (Wilson) Hasbrouck. Il fréquente les écoles publiques de Kingston et est diplômé de l'Académie de Kingston. En juillet 1913, le représentant américain George McClellan nomme Hasbrouck à l'Académie militaire des États-Unis à West Point dans l'état de New-York. Il fait partie de la promotion 1918, qui obtient son diplôme en août 1917 en raison de la demande d'officiers qualifiés, l'armée américaine se développant en prévision de l'entrée des États-Unis dans la Première Guerre mondiale. Hasbrouck obtient le 49e diplôme sur 151 et est nommé sous-lieutenant (second lieutenant) dans le Corps d'artillerie côtière (Army Coast Artillery Corps).
Il fait partie de la promotion qui a produit plus de 55 futurs officiers généraux, dont deux chefs d'état-major de l'armée de terre - Joseph L. Collins et Matthew B. Ridgway. Parmi ses autres camarades de classe figurent : Clare H. Armstrong, Aaron Bradshaw Jr., Mark W. Clark, John T. Cole, Norman D. Cota, John M. Devine, William W. Eagles, Theodore L. Futch, Charles H. Gerhardt, Augustus M. Gurney, Ernest N. Harmon, William Kelly Harrison Jr., Charles S. Kilburn, Frederick A. Irving, Laurence B. Keiser, Onslow S. Rolfe, Bryant E. Moore, Daniel Noce, George H. Weems, Herbert N. Schwarzkopf, Albert C. Smith, George D. Wahl et Raymond E. S. Williamson.

### Début de carrière
Hasbrouck reçoit sa commission le 30 août 1917 et est promu premier lieutenant (first lieutenant) le même jour. Il effectue un service temporaire à Fort Winfield Scott, en Californie, jusqu'en décembre, puis commence à fréquenter l'école d'artillerie côtière de Fort Monroe, en Virginie. Il obtient son diplôme en février 1918 et est affecté au 62e régiment d'artillerie côtière (62nd Coast Artillery Regiment). Hasbrouck est promu capitaine à titre temporaire en mars 1918.

### Première Guerre mondiale
En juillet 1918, Hasbrouck s'embarque pour la France en tant que membre du 62e régiment d'artillerie côtière. Le 62e régiment et deux autres régiments forment la 33e brigade d'artillerie côtière (33rd Coast Artillery Brigade), et la brigade s'organise et s'entraîne au centre d'opérations et d'entraînement numéro 1 à Libourne, en France. Le régiment d'Hasbrouck était encore à l'entraînement lorsque l'armistice du 11 novembre 1918 mit fin à la guerre. Après la guerre, Hasbrouck fut nommé officier exécutif de la prison militaire de Saint-Sulpice-la-Pointe, où il resta jusqu'en juillet 1919.

### L'après-Première Guerre mondiale
De juillet à octobre 1919, Hasbrouck est nommé adjudant de la section de base numéro 2, une installation des services de ravitaillement à Bordeaux. D'octobre à décembre 1919, Hasbrouck sert à Varsovie dans le cadre de l'American Relief Administration, où il instruit l'armée polonaise sur l'utilisation du matériel militaire mécanisé.
En janvier 1920, Hasbrouck rejoint le Motor Command Number 34, une unité de la 2e brigade des forces américaines en Allemagne. Hasbrouck sert ensuite comme instructeur à l'école du Motor Transportation Corps de l'US Army à Kruft. En mars 1920, il retrouve le grade permanent de premier lieutenant. En juillet 1920, il est promu captain (capitaine) permanent et transféré de l'artillerie côtière à la branche de l'artillerie de campagne (Field Artillery Branch),.
En novembre 1920, Hasbrouck retourne aux États-Unis et est affecté au 76e régiment d'artillerie de campagne (76th Field Artillery Regiment) à Camp Pike, dans l'Arkansas. Il suit ensuite le cours des officiers d'artillerie de campagne (Field Artillery Officers' Course) à Fort Sill, dans l'Oklahoma, après quoi il reste à Fort Sill pour faire partie de la faculté de l'école d'artillerie. En 1924, Hasbrouck est affecté au 16e régiment d'artillerie de campagne (16th Field Artillery Regiment) à Fort Myer, en Virginie.

### Poursuite de la carrière
De 1929 à 1932, Hasbrouck est professeur de sciences militaires et de tactique à l'université de Princeton. En 1934, il est diplômé de l'Army Command and General Staff School. Il est ensuite affecté au 68e régiment d'artillerie de campagne (68th Field Artillery Regiment)à Fort Knox, dans le Kentucky, la première unité d'artillerie mécanisée de l'US Army.
En 1936, Hasbrouck est promu major et commence à fréquenter le United States Army War College, dont il sort diplômé en 1937. Après avoir terminé le War College, Hasbrouck fait partie de l'état-major du département de la Guerre (Department of War), où il participe à la rédaction du plan de mobilisation qui décrit les mesures que l'*US Army prendrait en cas d'entrée des États-Unis dans la Seconde Guerre mondiale. Hasbrouck est promu lieutenant-colonel en 1940.

### Seconde Guerre mondiale
En mars 1941, Hasbrouck est affecté à Pine Camp, dans l'État de New York (aujourd'hui Fort Drum), où il prend le commandement du 22e bataillon d'artillerie blindée (22nd Armored Artillery Battalion), une unité de la 4e division blindée (4th Armored Division), jusqu'en février 1942, date à laquelle il est promu colonel et affecté au poste de chef d'état-major de la 1re division blindée (1st Armored Division) à Fort Knox.[En septembre 1942, il est promu brigadier général (général de brigade) et affecté au commandement du Combat Command B, 8e division blindée (8th Armored Division), qu'il dirige pendant l'organisation et l'entraînement à Fort Knox et Fort Polk, en Louisiane.
En août 1943, Hasbrouck est nommé chef d'état-major adjoint du 12e groupe d'armées des États-Unis (Twelfth United States Army Group), le quartier général qui contrôle la plupart des forces américaines en Europe.
En septembre 1944, il prend le commandement du Combat Command B, 7e division blindée (7th Armored Division), qu'il dirige pendant les combats en France à la suite de l'opération Overlord. En novembre 1944, Hasbrouck est affecté au commandement de la 7e division blindée, qui joue un rôle clé dans l'arrêt de l'attaque allemande lors de la bataille des Ardennes à la fin de 1944 et de la bataille de Remagen en mars 1945, qui facilite l'accès des Alliés à l'Allemagne. Il est promu au grade de major général (général de division) en janvier 1945.

### L'après-Seconde Guerre mondiale
En septembre 1945, Hasbrouck est nommé chef d'état-major adjoint des forces terrestres de l'US Army (Army Ground Forces), puis chef d'état-major par intérim et chef d'état-major. Souffrant d'hypertension artérielle, Hasbrouck prend sa retraite pour cause d'invalidité en septembre 1947.

### Retraite et décès
Après avoir pris sa retraite de l'USArmy, Hasbrouck réside à Washington, D.C. et est le conseiller militaire de la Commission Hoover, qui étudie l'organisation du gouvernement fédéral et formule des recommandations pour l'améliorer et la moderniser. Parmi les recommandations de Hasbrouck qui ont été adoptées figure la création du poste de président de l'état-major interarmées. De 1952 à 1960, il est président du conseil d'administration de la Federal Financial Services Corporation. En outre, il apporte son aide aux historiens, chercheurs et écrivains qui étudient le service de la 7e division blindée en temps de guerre.
Hasbrouck meurt d'une insuffisance cardiaque congestive à l'hôpital universitaire de Georgetown (Georgetown University Hospital ) à Washington, D.C. le 19 août 1985,,. Il est enterré au cimetière de West Point à West Point, dans l'État de New York.

## Décorations
Les décorations américaines de Hasbrouck comprennent,,:
- - Army Distinguished Service Medal
- - Silver Star
- - Legion of Merit
- - Bronze Star avec l'emblème "V" pour la bravoure[1].

Ses décorations étrangères comprennent: 
- -Croix d'argent de la Virtuti Militari (Pologne),
- - Croix de guerre (Belgique),
- - Croix de guerre 1939-1945 (France)
- - Chevalier de la Légion d'honneur.

## Source
- (en) Cet article est partiellement ou en totalité issu de l’article de Wikipédia en anglais intitulé « Robert W. Hasbrouck » (voir la liste des auteurs).